# Socha svatého Jana Nepomuckého (Včelákov)
Barokní pískovcová socha svatého Jana Nepomuckého od východočeského barokního sochaře Jana Alberta Devotyho z roku 1740 se nalézá na travnatém plácku na Škroupově náměstí v městyse Včelákov v okrese Chrudim. Pískovcová socha je od roku 1958 chráněna jako nemovitá kulturní památka ČR.

## Popis
Barokní pískovcová socha svatého Jana Nepomuckého ve Včelákově představuje ikonograficky raritní zpracování sochy - neboť světec drží v ruce lebku.
Na travnatém plácku naproti kostelu svaté Máří Magdaleny ve Včelákově stojí na dvou kamenných stupních nízký, nahoře profilováním okosený hranolový podstavec.
Na podstavci stojí užší pilíř zakončený nahoře segmentově vzhůru vzepjatou profilovanou římsou. Přední stranu pilíře zdobí ve vyhloubeném rámečku kartuše s vytesaným nápisem s chronogramem 1740: „S/IOANNES NEPO/MVCENE IN TVO/PATROCINIO NOS/PROTEGE ET INFINE/VITAE NOSTRAE GRA/TIA DEI FRVI EX/PETE//“. Kartuši nahoře zdobí rokajový medailon s reliéfem světcova jazyka obklopeného trojitou svatozáří. Na hladké zadní stěně pilíře je vytesán letopočet AD/1740//. Boční stěny pilíře se dole rozšiřují, nahoře jsou rozšířeny profilováním, pod kterým je umístěn rokajový ornament.
Na profilované římse pilíře stojí na nízkém nástavci sousoší svatého Jana Nepomuckého v životní velikosti.  Světec stojí s výrazně prohnutou postavou, v levé ruce opírající se o stehno drží lebku, pravou rukou si přidržuje na prsou krucifix. Světec je oděn v kanovnické roucho, kolem hlavy s vousatou tváří má svatozář s pěti zlacenými šesticípými hvězdami. U jeho nohou je na každé straně jeden andílek. Stojící andílek u pravé nohy drží v ruce zámek, zaklání se a vzhlíží vzhůru ke světci. Andílek u levé nohy světce sedí na římse soklu a dívá se vzhůru před sebe. 
Na zadní straně nástavce jsou vyryté iniciály I. D., představující signaturu autora sochy – Jana Alberta Devotyho.